# Główienka
Główienka – osada w Polsce, położona w województwie wielkopolskim, w powiecie poznańskim, w gminie Pobiedziska. Wchodzi w skład sołectwa Główna.
W latach 1975–1998 osada administracyjnie należała do województwa poznańskiego.